# Leiurus hadb
Espèce
Leiurus hadb est une espèce de scorpions de la famille des Buthidae.

## Distribution
Cette espèce est endémique de la province de Riyad en Arabie saoudite. Elle se rencontre vers Wadi Rawdat al-Hadb.

## Description
Le mâle holotype mesure 85,5 mm et la femelle paratype 92,0 mm.

## Systématique et taxinomie
Cette espèce a été décrite par Al-Qahtni, Al-Salem, Alqahtani et Badry en 2023.

## Étymologie
Son nom d'espèce lui a été donné en référence au lieu de sa découverte, la réserve de Majami al-Hadb.

## Publication originale
- (en) Al-Qahtni, Al-Salem, Mesfer, Al Balawi, Allahyani, Alqahtani & Badry, 2023 : « A new species and a key to the genus Leiurus Ehrenberg, 1828 (Scorpiones, Buthidae) from Saudi Arabia », ZooKeys, vol. 1178, p. 293–312 (texte intégral).